# لوئیز لسر
لوئیز لسر (انگلیسی: Louise Lasser؛ زادهٔ ۱۱ آوریل ۱۹۳۹) یک هنرپیشه اهل ایالات متحده آمریکا است.

## گزیدهٔ آثار

### سینما
- مرثیه‌ای بر یک رؤیا (۲۰۰۰)
- مردان اسرارآمیز (۱۹۹۹)
- شادی (۱۹۹۸)
- موج جرم و جنایت (۱۹۸۵)
- انقلابی قلابی (۱۹۷۱)
- پول را بردار و فرار کن (۱۹۶۹)
- تازه چه خبر پوسی‌کت؟ (۱۹۶۵)

### تلویزیون
- سی‌اس‌آی (۲۰۰۹)